# Долинівка (Білгород-Дністровський район)
Доли́нівка (колишня назва Посталь) — село Маразліївської сільської громади у Білгород-Дністровському районі Одеської області, Україна. Населення становить 680 осіб.

## Історія
1885 року у німецькій колонії Посталь, центрі Постальської волості, мешкало 376 осіб. Діяли 2 молитовних будинки та паровий млин.

## Населення
Згідно з переписом 1989 року населення села становило 713 осіб, з яких 340 чоловіків та 373 жінки.
За переписом населення 2001 року в селі мешкало 680 осіб.

### Мова
Розподіл населення за рідною мовою за даними перепису 2001 року:
| Мова       | Відсоток |
| ---------- | -------- |
| українська | 83,24 %  |
| російська  | 8,97 %   |
| болгарська | 4,12 %   |
| молдовська | 3,24 %   |
| білоруська | 0,15 %   |
| гагаузька  | 0,15 %   |
| угорська   | 0,15 %   |